# Asian Football Confederation
Asian Football Confederation (prescurtat AFC, română Confederația Asiatică de Fotbal) este una din cele șase asociații care aparțin organizației FIFA.

## Asociațiile membre
Din 2006, 46 de asociații naționale sunt membre a AFC.
| Țară                  | Asociație                                    |
| --------------------- | -------------------------------------------- |
| Afghanistan           | Afghanistan Football Federation              |
| Arabia Saudită        | Saudi Arabia Football Federation             |
| Australia             | Football Federation of Australia             |
| Bahrain               | Bahrain Football Association                 |
| Bangladesh            | Bangladesh Football Federation               |
| Bhutan                | Bhutan Football Federation                   |
| Brunei                | Football Association of Brunei Darussalam    |
| Cambodgia             | Cambodian Football Federation                |
| China                 | China Football Association                   |
| Coreea de Nord        | DPR Korea Football Association               |
| Coreea de Sud         | Korea Football Association                   |
| Emiratele Arabe Unite | United Arab Emirates Football Association    |
| Filipine              | Philippines Football Federation              |
| Guam                  | Guam Football Association                    |
| Hong Kong             | Hong Kong Football Association               |
| India                 | All India Football Federation                |
| Indonezia             | Football Association of Indonesia            |
| Iordania              | Jordan Football Association                  |
| Irak                  | Iraq Football Association                    |
| Iran                  | IR Iran Football Federation                  |
| Japonia               | Japan Football Association                   |
| Qatar                 | Qatar Football Association                   |
| Kârgâzstan            | Football Federation of Kyrgyz Republic       |
| Kuwait                | Kuwait Football Association                  |
| Laos                  | Lao Football Federation                      |
| Liban                 | Fédération Libanaise de Football Association |
| Macao                 | Associação de Futebol de Macau - China       |
| Malaysia              | Football Association of Malaysia             |
| Maldive               | Football Association of Maldives             |
| Mongolia              | Mongolian Football Federation                |
| Myanmar               | Myanmar Football Federation                  |
| Nepal                 | All Nepal Football Association               |
| Oman                  | Oman Football Association                    |
| Pakistan              | Pakistan Football Federation                 |
| Palestina             | Palestinian Football Federation              |
| Singapore             | Football Association of Singapore            |
| Sri Lanka             | Football Federation of Sri Lanka             |
| Siria                 | Syrian Football Association                  |
| Tadjikistan           | Tajikistan Football Federation               |
| Tailanda              | Football Association of Thailand             |
| Taipei                | Chinese Taipei Football Association          |
| Timorul de Est        | East Timor Football Federation               |
| Turkmenistan          | Football Association of Turkmenistan         |
| Uzbekistan            | Uzbekistan Football Federation               |
| Vietnam               | Vietnam Football Federation                  |
| Yemen                 | Yemen Football Association                   |

## Participanți la Campionatul Mondial de Fotbal
- 1930 - /
- 1934 - /
- 1938 - Indonezia
- 1950 - / (India)
- 1954 - Coreea de Sud
- 1958 - /
- 1962 - /
- 1966 - Coreea de Sud
- 1970 - Israel (Israel părăsește AFC și devine membra UEFA din 1991)
- 1974 - Australia (în OFC)
- 1978 - Iran
- 1982 - Kuwait
- 1986 - Irak, Coreea de Sud
- 1990 - Coreea de Sud, Emiratele Arabe Unite
- 1994 - Arabia Saudită, Coreea de Sud
- 1998 - Iran, Japonia, Arabia Saudită, Coreea de Sud
- 2002 - China, Japonia, Arabia Saudită, Coreea de Sud
- 2006 - Iran, Japonia, Arabia Saudită, Coreea de Sud, Australia (OFC)

## Competiții

### Competiții naționale
- Asian Cup
- AFC Challenge Cup
- AFC Futsal Championship
- AFC Women's Asian Cup
- AFC Youth Championship
- AFC U-17 Championship
- AFC U-19 Women's Championship
- AFC Champions League
- AFC Cup

### Competiții regionale
- ASEAN: Tiger Cup
- Asia Centrală: Oficial doar 4 țări (Kîrgîzstan, Tadjikistan, Turkmenistan și Uzbekistan).
- Asia de Est: East Asian Cup
- Asia de Sud: South Asian Football Federation Cup
- Asia de Vest: West Asian Football Federation Championship, Gulf Cup of Nations

### Competiții de Club
- AFC Champions League
- AFC Cup
- AFC President's Cup

## State asiatice care aparțin altor federații
Israel, Kazahstan, Rusia, Cipru, Turcia, Caucaz, Armenia, Azerbaidjan și Georgia sunt membre UEFA, iar Papua Noua Guinee este membră OFC (Oceania).